# Чанд Бардай
Чанда Бардай (*चंदबरदाई, 30 вересня 1149 —1200) — індійський поет, автор епічної поеми «Прітхвірадж-расо».

## Життя та творчість
Про родину мало відомостей. народився у лахорі. Отримав гарну освіту: знав декілька мов, був обізнаний з релігійних гімнів. Отримав запрошення від раджи Прітхвіраджа III Чаухана приєднатися до нього. Тут Чанд Бардай увійшов до близького кола правителя. Брав участь у найбільш важливих битва свого господаря, зокрема у Другій тараїмський битві, де війська раджпутів зазнали поразки від тюрків-мусульман на чолі із мухамедом гурі. Ймовірно був присутній при страті Прітхвіраджа. Згодом Чанд Бардай повернувся до Індії, де й помер у 1200 році.

## Творчість
Поема «Прітхвірадж-расо» складається з 1400 куплетів. Вона оспівує правителя Аджміра і Делі Прітхвіраджа. Зміст поеми становить боротьба Прітхвіраджа проти мусульманських загарбникі на чолі із Мухаммадом Гурі. Персонажі «Прітхвірадж расо» — особи історичні, проте події малюються в поемі через призму фантазії поета-панегіриста, дія протікає не в реальному, а в ідеалізованому світі. Поема рясніє усякого роду описами, що додають їй вишуканість і помпезність. Відомості з різних наук і міфології чергуються з розповідями про угіддя раджи і його дворі, із зображенням битв, полювання тощо
Чанд Бардай керується традиційним еталоном поведінки раджи, пов'язаних з феодально-лицарськими уявленнями про честь, обов'язок, безстрашність. Проте в поемі іноді проступають і справжні риси Прітхвіраджа, а у змалюванні героїв відчувається вплив прийомів та ідеалів народно-поетичної творчості.